# Gandusari (Kuwarasan)
Gandusari is een bestuurslaag in het regentschap Kebumen van de provincie Midden-Java, Indonesië. Gandusari telt 1671 inwoners (volkstelling 2010).